# Miha Dovžan
Miha Dovžan, slovenski citrar, * 15. avgust 1943, Tržič, † 30. maj 2024.

## Življenjepis
Rodil se je v Tržiču, družina pa se je pozneje preselila v Ljubljano. Tam se je  seznanil s citrami in jih začel igrati pri šestih letih. Nastopal je s svojim ansamblom (Ansambel Mihe Dovžana) in posnel glasbo za več slovenskih filmov, med drugim za filma Moja draga Iza in Cvetje v jeseni (skladatelj Urban Koder). Kot solist ali spremljevalec pevk (Zlata Ognjanović, Joži Kališnik) je posnel številne slovenske ljudske pesmi. Od leta 2006 je bil častni član Citrarskega društva Slovenije.
Mihov brat Ive Dovžan (rojen leta 1940), s katerim sta imela Ansambel Mihe Dovžana, je po izobrazbi pianist, preživljal pa se je kot kitarist in avtor skladb (med drugim Srne, ki jo je skupina Laibach priredila za film Iron Sky).